# Serhij Ustyč
Serhij Ivanovič Ustyč (9. června 1955 Zahaťťa, okres Iršava, Zakarpatská oblast, Ukrajinská SSR, SSSR — 7. února 2020 Užhorod, Zakarpatská oblast, Ukrajina) byl ukrajinský politik a státník, diplomat, historik, sociolog. V letech 1999–2004 byl velvyslancem Ukrajiny v České republice.

## Životopis
Pocházel ze Zakarpatské Ukrajiny. V roce 1978 absolvoval Užhorodskou národní univerzitu (UžNU), kde se pak stal i kandidátem historických věd a docentem. V letech 1987–1988 absolvoval stáž na Univerzitě Karlově v Praze.
V letech 1990–1994 pracoval ve státní správě jako první náměstek ředitele Zakarpatské oblastní státní správy. V letech 1994–1996 byl předsedou Rady Karpatského euroregionu a od roku 1994 do 3. září 1996 byl také poslancem ukrajinského parlamentu 2. volebního období. Byl zvolen v Iršavském volebním obvodu č. 171 na Zakarpatí.
Od 10. července 1995 do 5. května 1999 působil jako předseda Zakarpatské oblastní státní správy. V letech 1998–1999 zastával funkci stálého zástupce gubernátorů a starostů Ukrajiny na Kongresu regionálních a místních samospráv Rady Evropy ve Štrasburku.
Od 2. srpna 1999 do 27. května 2004 byl mimořádným a zplnomocněným velvyslancem Ukrajiny v České republice, potom od 27. května 2004 do 21. června 2005 byl mimořádným a zplnomocněným velvyslancem Ukrajiny na Slovensku.
Po ukončení diplomatické mise se Serhij Ustyč vrátil na svou rodnou univerzitu. Byl prvním a jediným doktorem sociologie, profesorem, vedoucím katedry mezinárodních studií a veřejné komunikace UžNU v Zakarpatí.
Serhij Ustyč zemřel 7. února 2020. Pohřeb se konal 10. února v Užhorodě.